# Victor Fastre
Victor Fastre (Liegi, 19 maggio 1890 – Roeselare, 12 settembre 1914) è stato un ciclista su strada belga, professionista nei primi anni del XX secolo.

## Carriera
Corridore adatto alle corse di un giorno, riuscì in carriera ad imporsi in una Liegi-Bastogne-Liegi all'esordio, a soli 19 anni. Morì nel 1914 durante la prima guerra mondiale.

## Palmarès

### Strada
- 1909 (una vittoria)

Liegi-Bastogne-Liegi

## Piazzamenti

### Classiche monumento
- Liegi-Bastogne-Liegi

1909: vincitore